# コーヒー残渣様吐血
コーヒー残渣様吐血（コーヒーざんさようとけつ）とは、吐血症状の一つ。

## 概要
口から血液を排出する場合を吐血というが、特に排出された血液が胃酸により黒褐色（いわゆるコーヒー残渣様）になったものをいう。コーヒー残渣様吐血では、コーヒーの出がらしに似た黒褐色で顆粒状の吐物が見られる。この吐物は、上部消化管からの緩やかな出血やすでに止血した血液に由来し、その血液中のヘモグロビンが、胃酸によって褐色のヘマチンに変化したものとされる。

## 原因
コーヒー残渣様吐血の原因は、急性胃炎や胃潰瘍、十二指腸潰瘍と疑われる。

## 対処
コーヒー残渣様吐血を含む吐血については、できるだけ早く医師の診断を受け、検査や処置をしてもらう必要がある。